# Omflödning
Omflödning av text sker då text stuvas om. I modern typografi sker detta exempelvis då text tas bort eller läggs till, eller då man väljer att minska mellanrummet mellan vissa bokstäver eller ord, eftersom flödet (placeringen av enskilda texten) hos både den resterande och aktuella texten förändras.